# Hopper (nau espacial)
El Hopper va ser una proposta de vehicle de llançament reutilitzable i orbital de l'Agència Espacial Europea. Aquest avió espacial semblant al Transbordador va ser un dels candidats al reusable launch vehicle (RLV o en català vehicle de llançament reutilitzable) europeu programat per transportar satèl·lits de baix cost en òrbita al voltant del 2015. El 'Phoenix' va ser un projecte alemany-europeu en un model a escala de set al concepte del vehicle Hopper.